# Grjazi
Grjazi (rusky Грязи) je město v Lipecké oblasti v Ruské federaci. Při sčítání lidu v roce 2010 mělo  přes šestačtyřicet tisíc obyvatel.

## Poloha
Grjazi leží na řece Matyře, přítoku Voroněže v povodí Donu. Od Lipecku, správního střediska oblasti, je vzdáleno přibližně třicet kilometrů jihovýchodně.

## Dějiny
Za rok vzniku je Grjazi je pokládán rok 1868, kdy zde vzniklo nádraží na trati z Moskvy do Voroněže. Jméno ovšem vzniklo vypůjčením od nedaleké starší vesnice. hned v následujícím roce 1869 význam nádraží stoupl, když byly postaveny tratě ještě na Jelec a na Borisoglebsk a Grjazi se stalo železničním uzlem.
Status města získalo Grjazi v roce 1938.